# مرثد بن عبد الله اليزني
مرثد بن عبد الله اليزني يعرف بـأَبِي الْخَيْرِ الْيَزَنِيُّ الْمِصْرِيُّ، المتوفى عام: 90 هـ، اسمه: مرثد بن عبد الله، يلقب بـالإمام عالم الديار المصرية ومفتيها الْيَزَنِيُّ الْمِصْرِيُّ نسبة إلى يَزَنُ بَطْنٌ مِن حِمْيَرَ. من أئمة التابعين بمصر، مفتي أهل مصر.
من ثقات أهل الحديث. كان أمير مصر عبد العزيز بن مروان يحضره فيجلسه للفتيا. وهو من رواة الحديث، عده أبو إسحاق الشيرازي في الطبقة الثانية من فقهاء التابعين بمصر.
ذكره ابن سعد في الطبقة الثانية فقال: أبو الخير، واسمه مرثد بن عبد الله اليزني من حمير وكان ثقة له فضل وعبادة مات سنة تسعين في خلافة الوليد بن عبد الملك.
قال أبو سعيد بن يونس كان مفتي أهل مصر في أيامه وكان عبد العزيز بن مروان يعني متولي مصر يحضره مجلسه للفتيا قال وقال ابن عون توفي أبو الخير سنة تسعين.

## نسبته
يعد مرثد بن عبد الله من أئمة التابعين في مصر، ويقال له: الْمِصْرِيُّ نسبة إليها حيث أنه أهل مصر ومن فقهائها وأعلامها. ويعود نسبه ممالك قبائل اليمن، ذكره في كتاب: الأنساب فقال: «اليزني: بفتح الياء المنقوطة من تحتها بنقطتين والزاي مفتوحة بعدها نون، فهذه النسبة إلى يزن، وهو بطن من حمير أظنه من الكلاع. والمشهور بهذه النسبة: أبو الخير مرثد بن عبد الله اليزني، من أهل مصر». والْيَزَنِيُّ نسبة إلى يَزَنُ بَطْنٌ مِن قبائل حِمْيَرَ في اليمن، ويقال له: الحِمْيَري نسبة إلى حِمْيَرَ في اليمن وحِمْيَر بكسر الحاء المهملة وسكون الميم وفتح الياء آخره: أبو قبيلة، تنسب إليه قبائل حِمْيَر ومملكة حمير

قال الزركلي: نسبته إلى (ذى يزن) وهو بطن من حمير. وذكر أن أصله من حمير.

## علمه وروايته
يروي عن عبد الله بن عمرو بن العاص، وأبيه عمرو بن العاص، وعقبة بن عامر، وأبي أيوب الانصاري، وأبي بصرة الغفاري، ومالك بن هبيرة، وديلم الجيشاني وغيرهم. كما حدث أيضا عن زيد بن ثابت، ولزم عقبة مدة وتفقه به. وروى عن عبد الله بن مالك الجيشاني.
روى عنه عبد الرحمن بن شماسة ويزيد بن أبي حبيب، وجعفر بن ربيعة، وعبد الله بن هبيرة، وعبد الله بن أبي جعفر، وعياش بن عياش، وكعب بن علقمة.

## مكانته العلمية
كانت له مكانة علمية حيث يعد من رواة الحديث، وذكره ابن سعد في الطبقات الكبرى فقال: «أبو الخير، واسمه مرثد بن عبد الله اليزني من حمير وكان ثقة له فضل وعبادة». وكان مفتي أهل مصر في أيامه، وكان عبد العزيز بن مروان يحضر مجلسه. عده أبو إسحاق الشيرازي في الطبقة الثانية من فقهاء التابعين بمصر، وقال: ومنهم أبو الخير مرثد بن عبد الله اليزني، قاضي الإسكندرية، أخذ عنه أبو رجاء يزيد بن أبي حبيب مولى بني عامر بن لؤي القرشي. وكان ممن انتقل إليه الفقه: بكير بن عبد الله بن الأشج، وأبو أمية عمرو بن الحارث، ثم انتهى علم هؤلاء إلى أبي الحارث الليث بن سعد.

## وفاته
توفي بمصر سنة تسعين هجرية. قال ابن سعد «مات سنة تسعين في خلافة الوليد بن عبد الملك».

## مصاد
- الطبقات الكبرى لابن سعد موقع نداء الإيمان نسخة محفوظة 26 يوليو 2024 على موقع واي باك مشين.
- ويكي مصدر